# Potępienie Fausta
Potępienie Fausta (fr. La damnation de Faust) – czteroczęściowa kantata dramatyczna z muzyką Hectora Berlioza. Autorami libretta są Gèrard oraz Almire Gandonnière.

## Osoby
- Faust – tenor
- Mefisto – bas
- Małgorzata – sopran
- Brander – bas
- głos z niebios – sopran
- władcy piekieł – basy
- studeneci, chłopi, skrzaty, rusałki, serafiny, duchy

## Libretto
Libretto jest oparte na dziele Goethego. Spektakl wiernie odzwierciedla treść utworu.
Część I: O wschodzie słońca Faust wędruje po węgierskiej równinie, przyglądając się śpiewom i tańcom wieśniaków. Pogodny nastrój przerywa pojawienie się żołnierzy. Dźwięk trąbki wzywa naród do walki o wolność.
Część II: Sędziwy Faust myśli już o śmierci, kiedy zjawia się wysłannik piekieł – Mefistofeles i obiecuje mu wieczną młodość. Szatan prowadzi Fausta do winiarni Auerbacha w Lipsku, gdzie wesoło bawi się grono mieszczan i studentów. Mefistofeles przyłącza się do zabawy, intonując „Pieśń o pchle”. Śpiącemu Faustowi Mefistofeles ukazuje postać Małgorzaty. Po przebudzeniu Faust chce odnaleźć dziewczynę i szatan przenosi go do miasta, w którym mieszka Małgorzata. W średniowiecznym mieście słychać śpiewy żołnierzy powracających z wojny i piosenki rozbawionych studentów.
Część III: Mefistofeles nakazuje duchom płomieni, aby otoczyły miejsce spotkania Małgorzaty z Faustem. Kiedy dziewczyna budzi się, ze zdumieniem spostrzega Fausta obok siebie. Przy czułych wyznaniach zastaje ich świt i ciekawskie spojrzenia sąsiadów.
Część IV: Faust szybko zapomniał o Małgorzacie. Nieszczęśliwa śpiewa pieśń o utraconej miłości. Faust rozmyśla o pustce i nicości tego świata. Jego duszę koi jedynie piękno przyrody. Dowiaduje się od Mefistofelesa, że Małgorzata, oskarżona o otrucie swojej matki, została wtrącona do więzienia. Szatan zgadza się jej pomóc jedynie za cenę duszy Fausta. Po podpisaniu cyrografu zjawiają się po nich dwa zaczarowane rumaki. W szalonym pędzie Faust i Mefistofeles mijają grupę wieśniaków, modlących się pod krzyżem i figurą świętej Magdaleny. Nagle krzyż zostaje obalony przez piorun, a jeźdźców otaczają piekielne zjawy. Słychać dźwięki dzwonów i echo głosu Małgorzaty, ale Mefistofeles porywa Fausta w otchłań piekielną. Moce piekielne cieszą się z przybycia Fausta. Anielskie głosy wzywają Małgorzatę i unoszą jej duszę do nieba. (według „Przewodnika operowego” Józefa Kańskiego).

## Historia utworu
Premiera dzieła odbyła się 6 grudnia 1846 roku w Paryżu w Opéra-Comique. Początkowo negatywnie odebrana opera powróciła do Francji w 1877 roku i spotkała się z pozytywnym odbiorem.
W Polsce spektakl został wystawiony m.in. w Teatrze Wielkim – Opera Narodowa, gdzie miał swoją premierę 19 grudnia 2003 roku.
25 kwietnia 2015 roku miał także swoją premierę w teatrze operowym Opera Nova w Bydgoszczy a wykonali go soliści, chór, balet i Orkiestra Opery Nova w Bydgoszczy, „Mała Formacja Chóralna” Izabeli Cywińskiej-Łomżyńskiej przy Zesp. Szkół Mechanicznych nr 1 w Bydgoszczy. Potępienie Fausta Opery Nova jest obecnie jedyną w Polsce sceniczną wersją legendy dramatycznej Hectora Berlioza.